# Championnats d'Europe de roller de vitesse 1994
Navigation
Édition précédente Édition suivante
Les championnats d'Europe de roller course 1994, ont lieu du 30 juillet au 7 août 1994 à Pampelune, en Espagne.

## Podiums

### Femmes
| Épreuves           | Or                      | Argent                                        | Bronze                  |
| Piste              | Piste                   | Piste                                         | Piste                   |
| ------------------ | ----------------------- | --------------------------------------------- | ----------------------- |
| 300 m              | Anne-Francoise Leveufre | Valérie Dieumegard                            | Elisabetta Giorgini     |
| 500 m sprint       | Elisabetta Giorgini     | Michaela Manucci                              | Maria Tereza Garcia     |
| 1 500 m sprint     | Edurne Elcano           | Elisabetta Giorgini                           | Anne Titze              |
| 3 000 m mass-start | Nazaret Menedez         | Loredana Piovani                              | Anne Titze              |
| 5 000 m à points   | Sandrine Plu            | Caroline Lagrée                               | Hilde Goovaerts         |
| 8 000 m mass-start | Caroline Lagrée         | Sandrine Plu                                  | Araceli Larrea          |
| 10 000 m           | Michaela Manucci        | Nazaret Menedez                               | Maria Tereza Garcia     |
| Route              |                         |                                               |                         |
| 300 m              | Valérie Dieumegard      | Sheila Herrero                                | Anne-Francoise Leveufre |
| 500 m              | Luana Pilia             | Anne Titze                                    | Ilka Briffaerts         |
| 1 000 m            | Sheila Herrero          | Anne-Francoise Leveufre                       | Anne Titze              |
| 3 000 m mass-start | Luana Pilia             | Sandrine Plu                                  | Anne Titze              |
| 5 000 m à points   | Hilde Goovaerts         | Janita Smit                                   | Sandrine Plu            |
| 8 000 m mass-start | Hilde Goovaerts         | Sandrine Plu                                  | Araceli Larrea          |
| 10 000 m           | Luana Pilia             | Anne Titze                                    | Maria Tereza Garcia     |
| 5 000 m par équipe | Italie                  | Allemagne Anne Titze Kerstin Sacré Grit Lange | France                  |

## Tableau des médailles
- Pays organisateur

| Rang  | Nation    | Or | Argent | Bronze | Total |
| ----- | --------- | -- | ------ | ------ | ----- |
| 1     | France    | 12 | 12     | 10     | 34    |
| 2     | Italie    | 11 | 8      | 3      | 22    |
| 3     | Espagne   | 3  | 4      | 9      | 16    |
| 4     | Belgique  | 3  | 0      | 4      | 7     |
| 5     | Allemagne | 1  | 5      | 4      | 10    |
| 6     | Pays-Bas  | 0  | 1      | 0      | 1     |
| Total | Total     | 30 | 30     | 30     | 90    |

## Sources
- Résultats des Championnats d'Europe, sur le site rollersisters.com.